# Pourquoi pas ? (2005)
Pour les articles homonymes, voir Pourquoi pas.
Le Pourquoi pas ? est un navire océanographique français de l’Ifremer et de la Marine nationale. Pour cette dernière, c’est le Service hydrographique et océanographique de la marine (SHOM) qui en est le principal utilisateur.
La commande a été passée en décembre 2002 à Alstom Marine et le navire construit aux Chantiers de l'Atlantique à Saint-Nazaire. La livraison a été effectuée en juillet 2005. Il est armé par le GIE Genavir, également armateur des autres navires de l’Ifremer. Son coût de 66 millions d’euros a été financé à 55 % par l’Ifremer et à 45 % par la Marine Nationale.
Il est utilisé 150 jours par an par la Marine nationale et 180 jours par an par l’Ifremer. Il est conçu pour des missions d’hydrographie, de géoscience, d’océanographie physique, chimique et biologique et pour mettre en œuvre des sous-marins de poche tels que le Nautile ou le Victor 6000, engin robotisé.
Son nom fait référence au bateau de Jean-Baptiste Charcot, le Pourquoi Pas ? IV

## Caractéristiques techniques
Sa propulsion diesel électrique est associée à un positionnement dynamique de classe II. Il dispose d'une autonomie en mer de 64 jours à la vitesse de 11 nœuds.
Il a une capacité de navigation tous océans à l’exception des zones polaires.
Il peut embarquer une quarantaine de scientifiques. Pour leurs analyses, ces derniers disposent de six salles blanches réparties sur plus de 1 000 m2 et d’un réseau informatique à 10 gigabits.
Pour établir des cartes marines, le navire dispose de :
- Deux sondeurs multifaisceaux capables de dresser une cartographie des fonds marins jusqu’à 6 000 mètres de profondeur sur une bande de 20 kilomètres de large ;
- Deux courantomètres à effet Doppler pour établir des cartes des courants jusqu’à 1 000 mètres ;
- Un sondeur de sédiment 3,5 kHz pour caractériser la nature des premières couches du fond sous-marin.

Le navire est également équipé du système Newtsuit de Phil Nuytten pour l’aide aux sous-marins en détresse et d'un système de positionnement BUC (balise ultra-courte) permettant par acoustique de relever la position d'une balise ou d'un engin sous-marin : Nautile, Victor, instruments de mesure mouillés au fond...

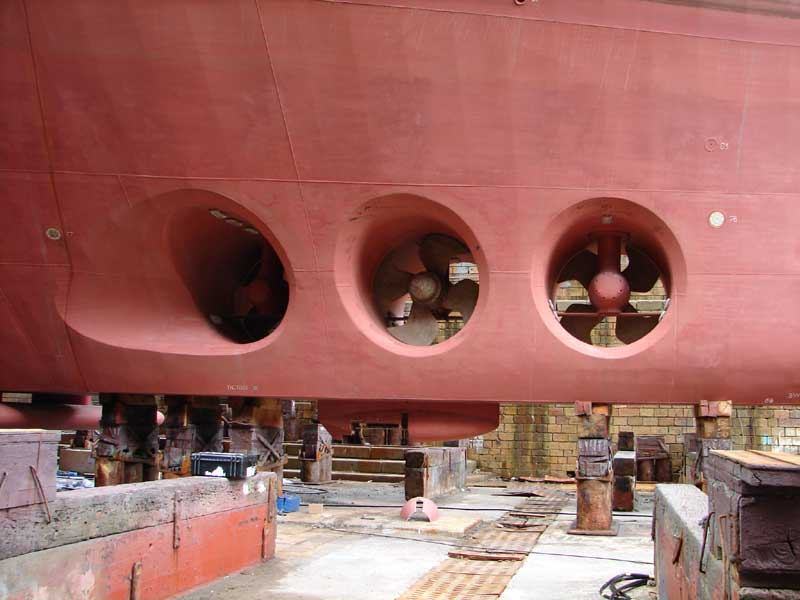
Propulseurs d'étrave du navire.

## Équipage
L'équipage compte de 21 à 32 marins selon le type de mission. Peuvent s'y ajouter un médecin ou deux élèves-officiers. Les membres de l'équipage sont responsables du fonctionnement du navire : manœuvre, entretien, maintenance, services d'hôtellerie, mise en œuvre des apparaux de ponts, des instruments de mesure ou de prélèvement, des équipements scientifiques du bord, etc.
L'équipage est composé au maximum de :
- commandant ;
- second capitaine, deux lieutenants (navigation et commissaire) ;
- officier polyvalent;
- chef mécanicien, second mécanicien, troisième mécanicien ;
- deux officiers électroniciens ;
- un maître machine ;
- deux mécaniciens ;
- deux électriciens ;
- un nettoyeur ;
- un maître d'équipage ;
- un maître de manœuvre ;
- un chef de bordée ;
- trois matelots de quart ;
- quatre matelots de roulante ;
- un premier maître d'hôtel, un second maître d'hôtel ;
- deux cuisiniers, un aide-cuisinier, trois garçons.

Quarante scientifiques et techniciens peuvent prendre place à bord. Ces personnes sont responsables de la mise en œuvre de leurs propres instruments de mesure, de l'analyse et du traitement des données, de la planification des recherches. Dans le cas de missions de type sismique ou engins sous-marins, des techniciens spécialisés embarquent pour le déploiement et la maintenance de ces équipements.

## Carrière opérationnelle

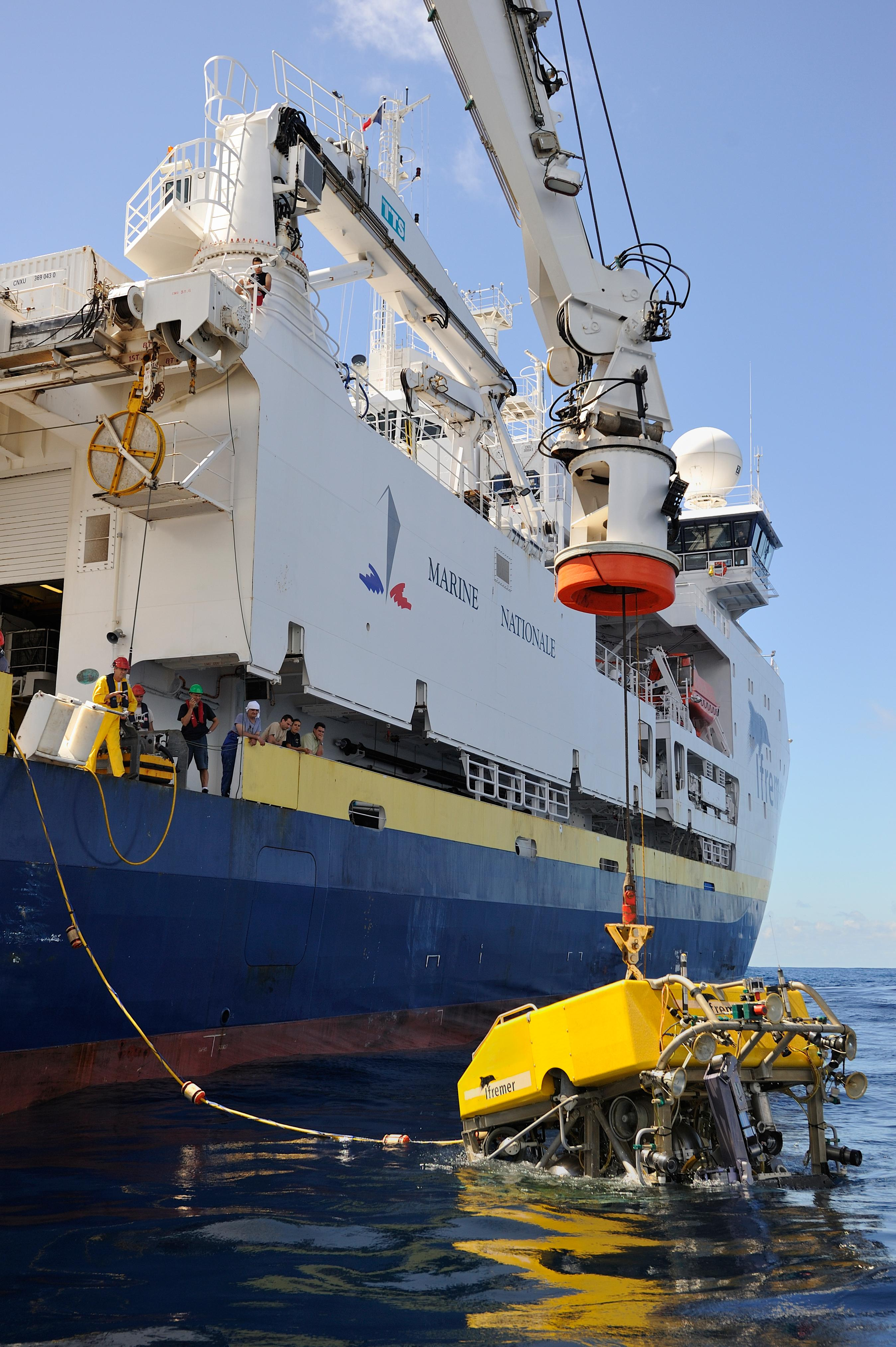
Robot Victor 6000 mis à l'eau depuis le Pourquoi Pas ? lors de la recherche des boîtes noires du vol AF447, le 29 juin 2009.

Le 3 juin 2009, sur ordre du gouvernement français, l'Ifremer abandonne une mission scientifique aux Açores et dépêche le Pourquoi pas ? avec à son bord le mini sous-marin Nautile et le robot de recherche Victor 6000 pour prendre part aux recherches sous-marines de l'épave et des boîtes noires du vol Air France 447. Il appareille le jour-même en direction des îles du Cap-Vert pour y charger un système d'écoute immergeable, destiné à capter les signaux émis par les émetteurs d'ultrasons à 37,5 kHz associés aux boites noires. La première phase de recherche, à la fin du mois de juin, ne permet pas de détecter le signal des deux balises. Une seconde phase de recherches a lieu du 27 juillet au 17 août 2009 à l’aide du Système acoustique remorqué (SAR) de grand fond de l’Ifremer sur une zone d’environ 1 100 km2. Cette phase de recherche est également infructueuse mais a néanmoins permis d’effectuer le levé bathymétrique complet de la zone de recherches. Ce relevé très précis du profil sous marin réalisé par le sondeur multi-faisceau du navire a permis d’assurer par la suite le déploiement sûr et efficace des moyens autonomes et remorqués.
Le 5 février 2019, Florence Parly, ministre des Armées, annonce que le Pourquoi pas ? mènera une première campagne de recherche (de nature technique et préparatoire la deuxième phase menée par l'Antea à l'été 2019), durant le mois de février, de l'épave du sous-marin Minerve disparu corps et bien le 27 janvier 1968 en Méditerranée, près de Toulon. Celle-ci est conduite sous l'égide de la Marine nationale – possédant un droit d'utilisation du navire de 150 jours par an – avec de nouveaux moyens techniques incluant des sondeurs multifaisceaux, des drones et le sous-marin Nautile de l'Ifremer.
Le 20 novembre 2020, le navire découvre grâce à son robot Victor 6000, par 2 400 m de profondeur au sud de l'île de Porquerolles, l'épave de l'avion de chasse Aquilon 203 no 83 et son pilote de l’aéronautique navale, le maître Jean Legouhy, disparus en mer le 13 juin 1960 lors d'une campagne d'appontage sur le porte-avions britannique HMS Ark Royal.